# Церква святого Антонія Печерського (Кривки)
Церква святого Антонія Печерського в Кривках — парафія і храм греко-католицької громади Микулинецького деканату Тернопільсько-Зборівської архієпархії Української греко-католицької церкви в селі Кривки Тернопільського району Тернопільської области.

## Історія церкви
Парафія була заснована у 1892 році, а місцеві архітектори та жителі села будували храм 10 років. У 1902 році його освятили. До 1946 року парафія і храм належали до УГКЦ. З 1946 до 1990 року вони були в юрисдикції РПЦ, а з 1990 року знову повернулися до УГКЦ.
У 1937 році парафію відвідав єпископ Никита Будка.
У 1970–1980-х роках парохом підпільної УГКЦ у селі Кривки та сусідніх селах був о. Іван Збарашук. Він проводив богослужіння, святі Таїнства та обряди в себе вдома або в помешканнях віруючих.
При парафії діють: братство Матері Божої Неустанної Помочі, Вівтарна та Марійська дружини, а також церковний комітет.
У селі є капличка Матері Божої та фігура Трьох Святих і Архангела Михаїла.
У селі також проживають 50 вірних ПЦУ, які не мають власної церкви, але завдяки зусиллям парохів обох конфесій між громадами підтримуються добрі відносини.

## Парохи
- о. Михайло Світенький (1915—1937),
- о. Яків Білоскурський (1937—1946),
- о. Заяць (1946—1950),
- о. Йосиф Дерлиця (1950—1959),
- о. Степан Котик (1959—1972),
- о. Воронюк (1980—1988),
- о. Федір Формазюк (1988—1990),
- о. Богдан Церулик (1990—1994),
- о. Михайло Дацьків (1994—2010),
- протопресвітер, парох о. Євген Влох (2010—2022),
- о. Олег Паньковець (2022—2024),
- о. Іван Бойко (з 2024).